# Happy Station Show
Happy Station Show är det internationella radioprogram som sänts längst. Det började sändas 1928 på kortvågsradio och har sänts sedan dess med uppehåll för åren 1940-1946 och 1995-2009.